# محمد عبد الحميد الحمد
محمد عبد الحميد الحمد (15 مارس 1938 - 2017) هو
باحث ومؤرخ ودبلوماسي سوري.

## حياته ونشأته
من محافظة الرقة ولد سنة 1938، وتوفي سنة 2017، تخرج من كلية الفلسفة جامعة دمشق سنة 1965، درس بعدها في كلية التربية، وحصل على الدبلوم الخاصة والعامة منها، ثم الماجستير سنة 1968، كما حصل علي الدكتوراه في علم الأديان من جامعة دلهي في الهند، وذلك للحصول على درجة الدكتوراه في فلسفة الأديان وتاريخها، ودرس في الجامعة، وحصل على الدبلوم المعمقة، كتب ثلاثة أبحاث صغيرة، وكُلف بموضوع الرسالة تحت إشراف البروفسور «راجو تشاريا»، وموضوع الرسالة عن «أبو الريحان البيروني»، وعاد إلى سورية لإعداد الدراسة، وكتب رسالة عن حياة «البيروني» (عالم وفيلسوف)، ولم يعد إلى الهند، لكنه نشر الرسالة في سورية (بدار المدى) في دمشق سنة 2001.

## مسيرته
عمل عضواً عام 1982 بالمكتب التنفيذي لمجلس محافظة الرقة، وأشرف على قطاع الصحة والثقافة وكان من مهامه استقبال السفراء الأجانب، وتعريفهم بالمحافظة، وتعرف خلالها بالسفير الهندي في سورية «ن. الكسندر»، وهو رجل مسيحي من أصول سورية،

## مؤلفاته
1ـ صابئة حران هم إخوان الصفا ـ دار الأهالي ـ دمشق ـ 1998 ـ دراسة
2ـ حياة البتاني ـ دار الأهالي ـ دمشق ـ 1999 ـ دراسة
3ـ حياة الرازي الفيلسوف ـ اتحاد الكتاب العرب ـ دمشق ـ 2000 ـ دراسة
4ـ حياة البيروني ـ دار المدى ـ دمشق ـ 2001 ـ دراسة
5ـ حوار الأمم في الترجمة والإبداع عند العرب ـ دار المدى ـ دمشق ـ 2001 ـ دراسة
6ـ دور السريان في الحضارة العربية ـ دار الرها ـ حلب ـ 2000 ـ دراسة
7ـ الزندقة والزنادقة تاريخ وفكر ـ دار الطليعة الجديدة ـ دمشق ـ 1998
8ـ حضارة طريق الحرير ـ وزارة الثقافة ـ دمشق ـ 2007
9ـ حضارات طريق الحرير ـ وزارة الثقافة ـ دمشق ـ 2008
10ـ الأعراق والطوائف السورية ـ دمشق ـ 2008
11ـ التوحيد والتثليث في حوار المسيحية والإسلام ـ دار الطليعة الجديدة ـ دمشق ـ 2002
12ـ التصوف والرهبنة ـ 2003
13ـ دور اليهود والعرب في الحضارة الإسلامية ـ دمشق ـ 2006
14_ عشائر الرقة والجزيرة موافقة مديرية الرقابة في وزارة الاعلام السورية 2003

## المصدر
1. ↑  "محمد عبد الحميد". مؤرشف من الأصل في 2024-05-29.
2. ↑  "مسيرة الباحث:محمد عبد الحميد الحمد.. – مشاركة:علي السويحة. – مجلة المفتاح". مؤرشف من الأصل في 2024-05-29. اطلع عليه بتاريخ 2024-05-29.
3. 1 2  "محمد عبد الحميد الحمد". اتحاد الكتاب العرب في سورية. 31 أكتوبر 2021. مؤرشف من الأصل في 2024-05-29. اطلع عليه بتاريخ 2024-05-29.
4. ↑  "الزندقة والزنادقة: تاريخ وفكر". Goodreads (بالإنجليزية). Archived from the original on 2024-05-29. Retrieved 2024-05-29.
5. ↑  "محمد عبد الحميد الحمد – مركز البحوث والدراسات في حوار الحضارات والأديان المقارنة بسوسة". www.ceredicrec.rnrt.tn. مؤرشف من الأصل في 2024-05-29. اطلع عليه بتاريخ 2024-05-29.

## وصلات خارجية
لم يتم العثور على روابط لمواقع التواصل الاجتماعي.